# Karakteristieke röntgenstraling

Simplistische weergave van een atoom en atoomschillen, waarbij karakteristieke röntgenstralen zijn weergeven.

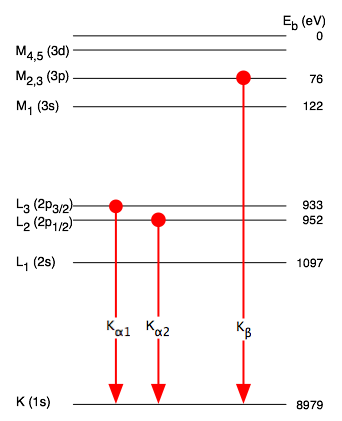
Voorbeeld van enkele elektronenovergangen in het element koper, als gevolg waarvan karakteristieke röntgenstraling kan worden uitgezonden.

Karakteristieke röntgenstraling is energiekwantiteit waarvan de emissie karakteristiek is voor een bepaald element. Het is een vorm van röntgenstraling (ontdekt door Charles Glover Barkla) die vrijkomt wanneer een deeltje (bijvoorbeeld een elektron of een proton) op zijn weg door een atoom in botsing komt met een elektron. Indien de energie van het binnenkomende deeltje hoger is dan de bindingsenergie van het elektron van het atoom zal dit atoom geïoniseerd worden. Deze toestand is onstabiel.

## Toepassing
Er zal dus in zeer korte tijd een elektron uit een hogere schil het 'gat' in de baan opvullen. Hierbij zendt het atoom te veel energie uit onder de vorm van karakteristieke straling. De straling noemt men karakteristiek omdat de golflengte, die overeenkomt met het energieverschil, typerend is voor de specifieke mogelijke elektronenovergangen en dus karakteriserend is voor het specifieke ion. Hiermee is het dan ook mogelijk een materiaal te karakteriseren. Dit wordt toegepast in de volgende analysetechnieken:
- rasterelektronenmicroscoop
- auger-elektronspectroscopie (AES)
- röntgenfluorescentie
- röntgendiffractie